# Aleurodicus trinidadensis
Aleurodicus trinidadensis là một loài côn trùng cánh nửa trong họ Aleyrodidae, phân họ Aleurodicinae.
Aleurodicus trinidadensis được Quaintance & Baker miêu tả khoa học đầu tiên năm 1913.